# Jessica Dragonette
Jessica Dragonette est une soprano américaine (née le 14 février 1900 et morte le 18 mars 1980) qui eut sa période de gloire grâce à ses participations à diverses émissions radiophoniques pendant plus de vingt ans où elle put faire découvrir à ses auditeurs la musique semi-classique, les opérettes et la musique de chambre.